# Малий Шургумал
Малий Шургума́л (рос. Малый Шургумал, марій. Изи Шӱргыйымал) — присілок у складі Совєтського району Марій Ел, Росія. Входить до складу Кужмаринського сільського поселення.

## Населення
Населення — 34 особи (2010; 33 у 2002).
Національний склад (станом на 2002 рік):
- марі — 100 %